# Huni
Huni – władca starożytnego Egiptu z III dynastii.
Lata panowania:
- 2653-2629 p.n.e. (Kwiatkowski)
- do 2670 p.n.e. (Schneider)
- do 2625 p.n.e. (Grimal)
- 2600-2575 p.n.e. (Tiradritti, De Luca)

Żoną jego była Meresanch I. Huni jest wymieniony na liście królów z Sakkary i na Kanonie Turyńskim, przypisującym mu 24 lata panowania. Wspomniany jest również w starożytnym utworze literackim na tzw. papirusie Prisse, napisanym przez pisarza Kairesa. Nazywany jest tam królem Górnego Egiptu i poprzednikiem Snofru. 
Według niektórych egiptologów (Vandier, Swelim) imię horusowe Huniego brzmiało Kahedżet, a niektórzy podejrzewają, że Huni i Chaba to ten sam władca (Grimal).
Z panowaniem tego władcy wiąże się powstanie aż siedmiu niewielkich piramidek, pozbawionych wewnętrznych komór, o wysokości do 10 m w 7 różnych miastach Górnego Egiptu aż do Asuanu. Przeznaczenie ich budzi liczne kontrowersje. Mogły być oznakami władzy, zastępującymi władcę w czasie jego nieobecności na danym terenie, lub cenotafami (Kaiser, Dreyer).
Pochowany prawdopodobnie w budowanej przez siebie i wykończonej już przez jego syna Snofru piramidzie w Meidum, choć niektórzy uważają, że miejscem jego pochówku jest zniszczona piramida w północnej Sakkarze.

## Tytulatura
| G5 |

| G5 |

| q | S1 |

| q | S1 |

| q | S1 |

| q | S1 |

| G5 |

| G5 |

| q | S1 |

| q | S1 |

| q | S1 |

| q | S1 |

| G5 |

| G5 |

| xa | G29 |

| xa | G29 |

| xa | G29 |

| xa | G29 |

| G5 |

| G5 |

| xa | G29 |

| xa | G29 |

| xa | G29 |

| xa | G29 |

| M23 · X1 | L2 · X1 |

| M23 · X1 | L2 · X1 |

| H | A25 | n · y · D40 |

| H | A25 | n · y · D40 |

| H | A25 | n · y · D40 |

| H | A25 | n · y · D40 |

| M23 · X1 | L2 · X1 |

| M23 · X1 | L2 · X1 |

| H | A25 | n · y · D40 |

| H | A25 | n · y · D40 |

| H | A25 | n · y · D40 |

| H | A25 | n · y · D40 |

| M23 · X1 | L2 · X1 |

| M23 · X1 | L2 · X1 |

| sw | t · n | H |

| sw | t · n | H |

| sw | t · n | H |

| sw | t · n | H |

| M23 · X1 | L2 · X1 |

| M23 · X1 | L2 · X1 |

| sw | t · n | H |

| sw | t · n | H |

| sw | t · n | H |

| sw | t · n | H |